# Cyril Théréau
Cyril Théréau (n. 24 aprilie 1983, Privas, Franța) este un fotbalist francez care joacă pe postul de atacant. A evoluat timp de un sezon, între 2006 și 2007, în Liga I, la Steaua București.
Originar din Ardèche, a început fotbalul la vârsta de 12 ani la Laragne-Montéglin, în departamentul Hautes-Alpes, Franța, pentru a continua la Gap (2001 - 2003) și la Orléans în CFA (amatori). La începutul sezonului 2004-2005 înscrie 12 goluri în 10 meciuri pentru Orléans. Remarcat de impresari, semnează cu Angers în decembrie 2004, club de Ligue 2 în Franța. Angers retrogradează în "National" la sfârșitul sezonului. Théréau înscrie 8 goluri în 29 meciuri. Își termină contractul cu Angers în vara lui 2006 și este cooptat de Charleroi. Patrick Rémy, antrenorul lui Guingamp, este cel care îl sfătuiește pe Abbas Bayat, președintele lui Charleroi, să îl coopteze. În perioada de pregătiri cu "Zebrele" de la Charleroi, Théréau înscrie 6 goluri, iar la începutul campionatului belgian mai înscrie încă 3. La începutul lunii august 2006, un observator al Stelei urmărește jocul echipei Standard Liége, adversarul său din turul III preliminar al Ligii Campionilor, contra celor de la Charlerois. El notează doi jucători: Théréau, autorul golului victoriei (2-1) și un alt francez, Fabien Camus, mijlocaș format de Olympique Marseille. Camus a refuzat oferta Stelei, însă Théréau acceptă propunerea Stelei. Participă cu Steaua București în Liga Campionilor 2006-2007.

## Cariera
- 2001-2003 : Gap FC
- 2003-2004 (decembrie) : US Orléans
- 2004 (decembrie)-2006 : SCO Angers
- 2006 (iunie-august) : R. Charleroi SC
- 2006-2007 : Steaua București
- 2007-2008 : RSC Anderlecht
- 2008-2010 : R. Charleroi SC
- 2010-2014 : AC ChievoVerona
- 2014- : Udinese